# Тонка
Тонка́ — село в Україні, в Чернігівській області, Прилуцькому районі. Входить до складу Варвинської селищної громади. На південний захід від села розташований ботанічний заказник «Гамаліївщина».

## Історія
Є на мапі 1816 року як хутір Тонкий
У 1862 році на хуторі володарському Тонкий було 1 двір де жило 5 осіб (2 чоловічої та 3 жіночої статі)
На мапі Шуберта 1869 року - х. Гомалея.
У 1911 році в  на хуторі Тонка́я (ймовірно від прізвища Тонкай) жило 42 особи (18 чоловічої та 24 жіночої статі)
У 1941 році згідно мапи РСЧА х.Тонка мав 60 дворів.

## Населення
Згідно з переписом УРСР 1989 року чисельність наявного населення села становила 71 особа, з яких 25 чоловіків та 46 жінок.
За переписом населення України 2001 року в селі мешкало 38 осіб. 100 % населення вказало своєю рідною мовою українську мову.